# Boon

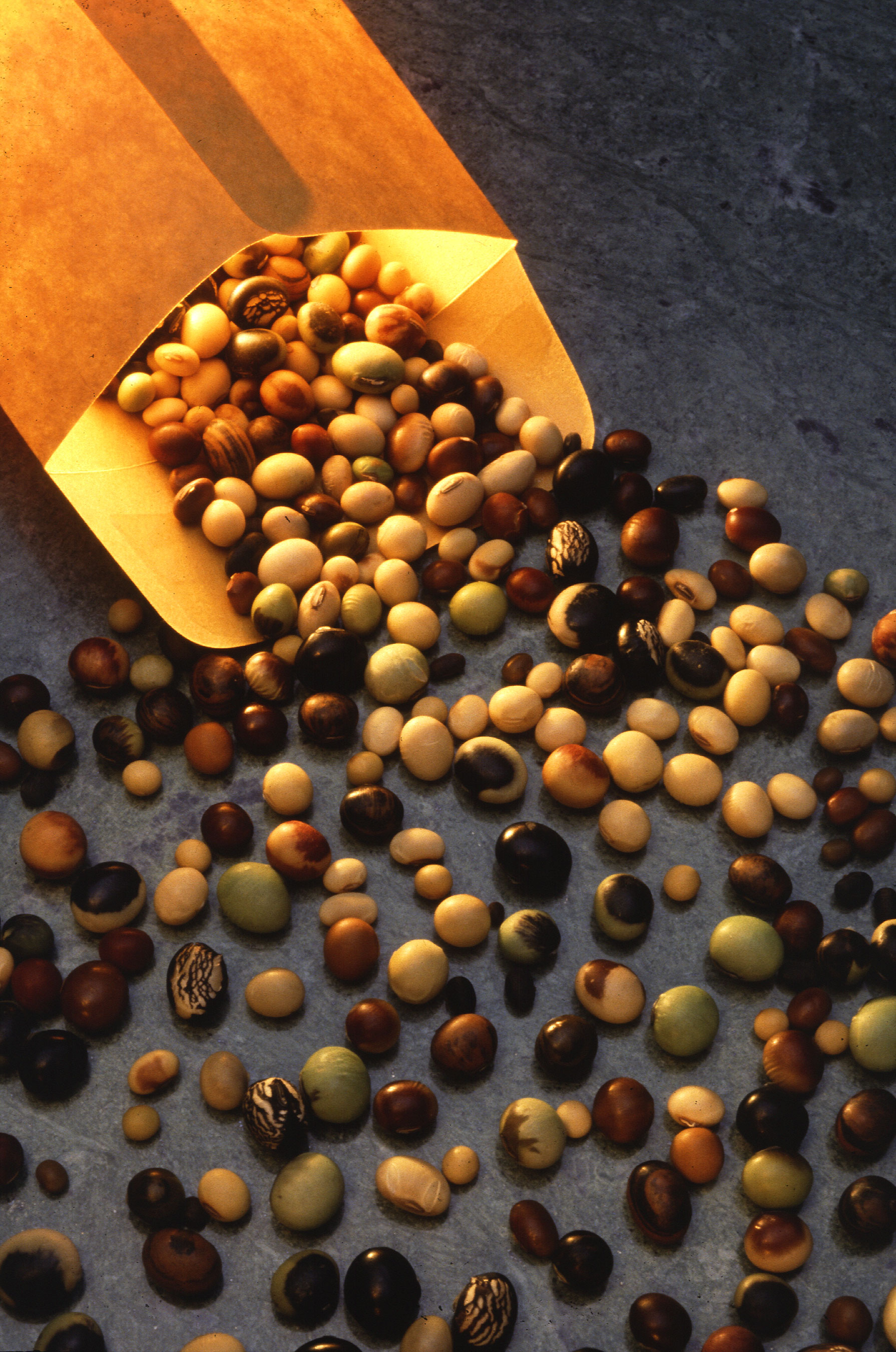
sojabonen

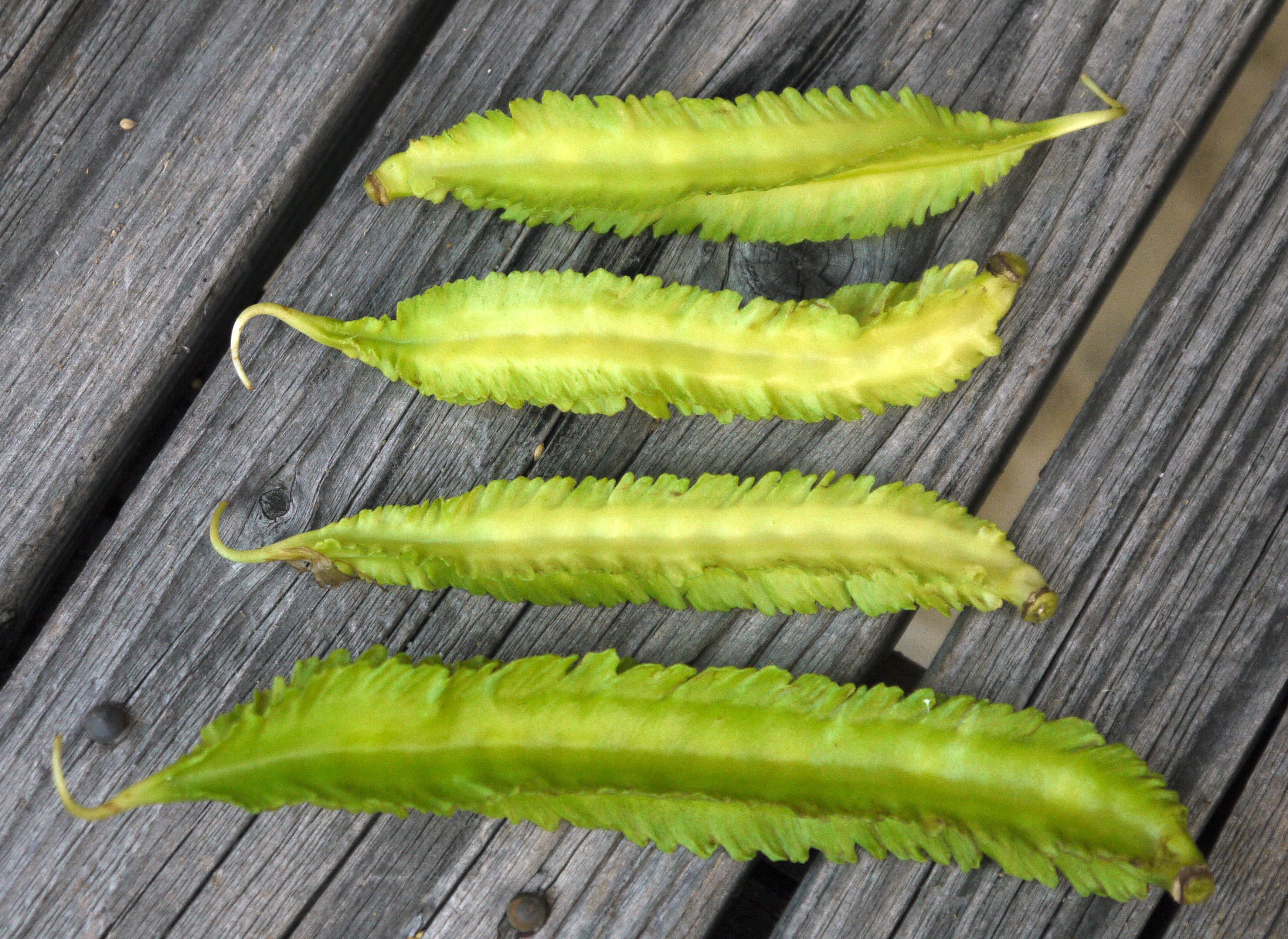
Psophocarpus tetragonolobus (vleugelboon)

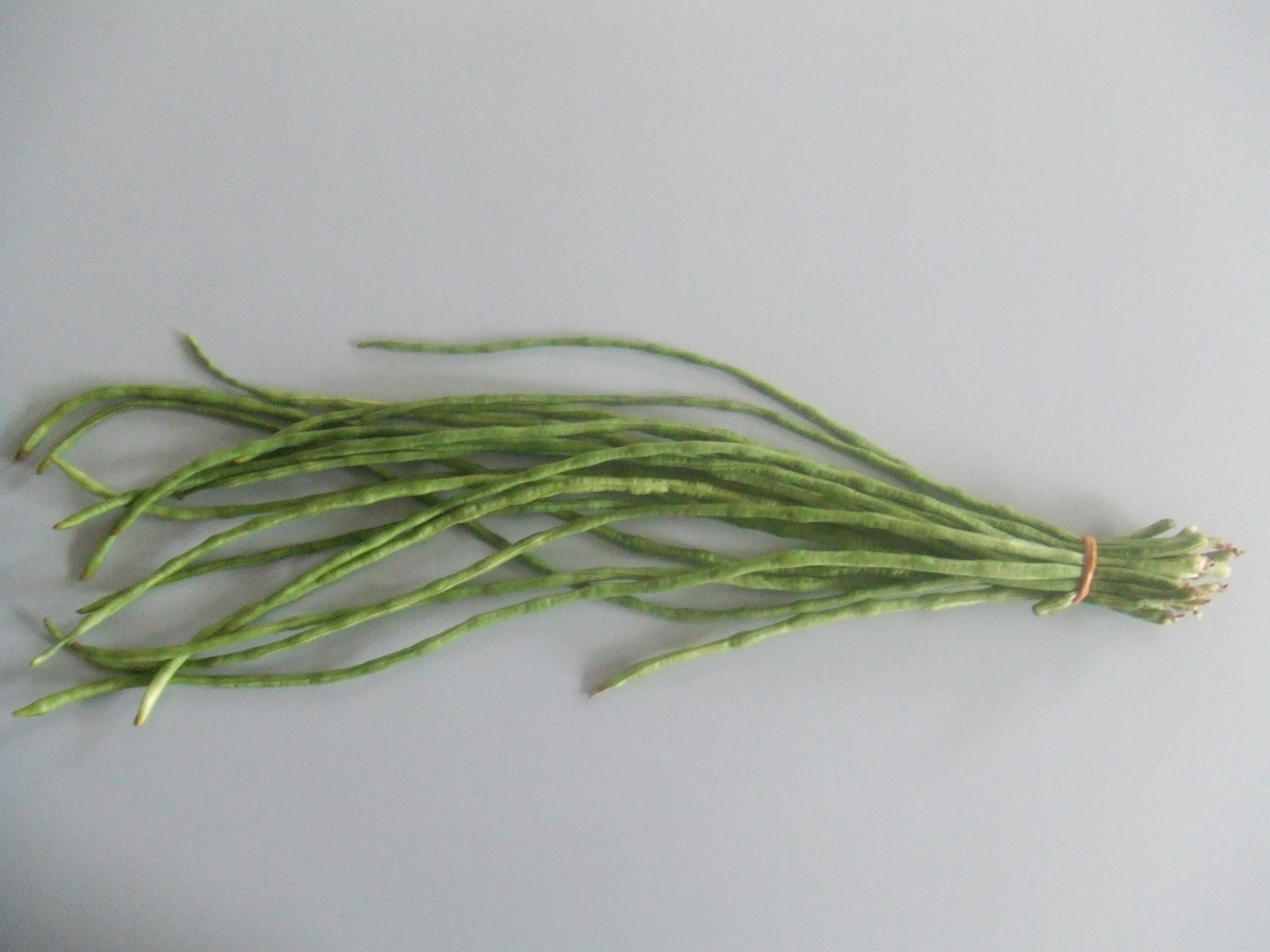
Vigna unguiculata (kousenband)

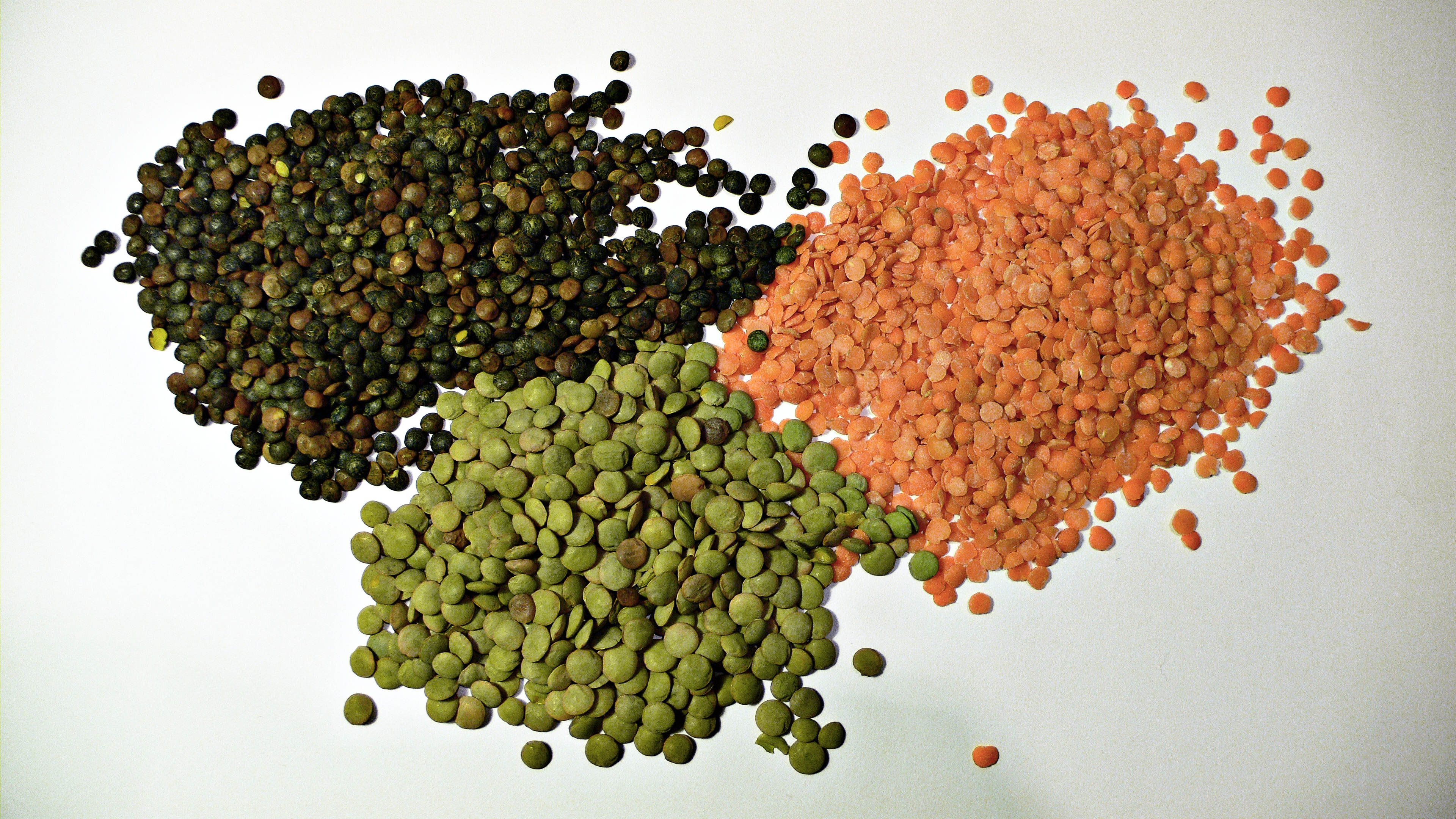
linzen

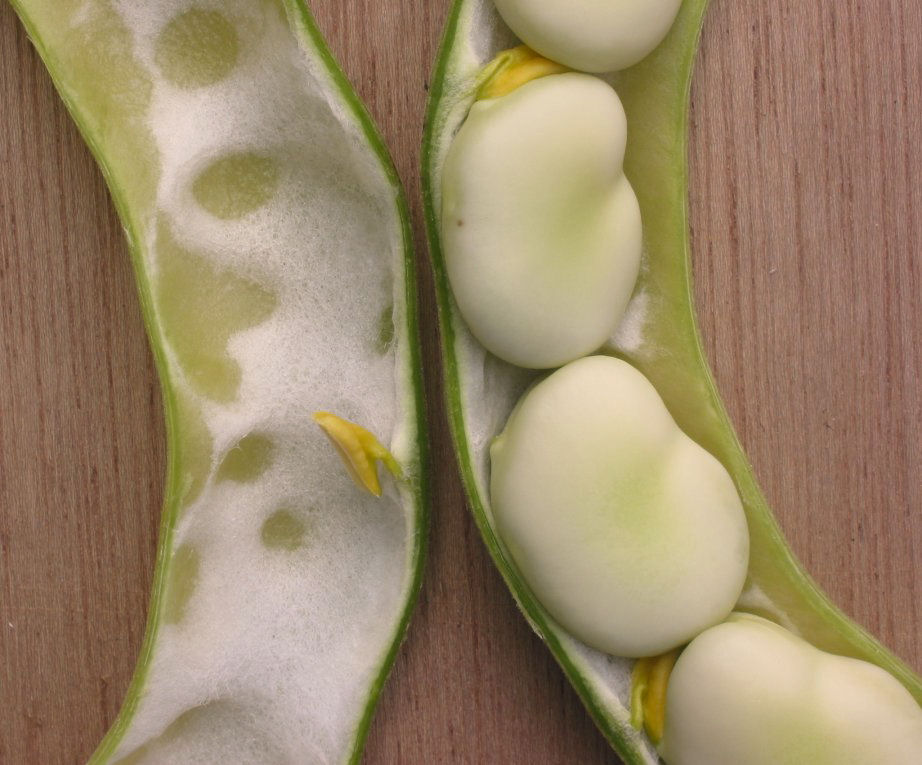
Vicia faba (tuinboon)

Een boon is een eetbaar zaad van een groot aantal soorten binnen de vlinderbloemenfamilie. Tot de bonen behoren onder meer alle peulvruchten. Zonder verdere toevoeging wordt meestal de gewone boon bedoeld. Boontjes heeft meestal betrekking op sperziebonen.

## Enkele soorten
- Arachis
  - hypogaea of pinda
- Cajanus
  - cajan of duivenerwt
- Canavalia
  - ensiformis
- Cicer
  - arietinum of kikkererwt
- Cyamopsis
  - tetragonoloba of guarboon
- Glycine
  - max of sojaboon
- Lablab
  - purpureus
- Lathyrus
  - sativus
  - tuberosus of varkensboon, knol: aardeikel (aardaker)
- Lens
  - culinaris of linze
- Lupinus of Lupine
  - mutabilis
  - Erythrina
- Macrotyloma
  - uniflorum
- Phaseolus
  - acutifolius
  - coccineus of pronkboon
  - lunatus
  - vulgaris of gewone boon, peulen: sperzieboon en tal van variëteiten, zoals kidneyboon (nierboon), witte boon, bruine boon
- Pisum
  - sativum of erwt
- Psophocarpus
  - tetragonolobus of vleugelboon
- Vicia
  - faba of tuinboon
- Vigna
  - aconitifolia
  - angularis of adukiboon (ook: adzukiboon, azukiboon, zukiboon)
  - mungo of uradboon
  - radiata of mungboon
  - umbellatta
  - unguiculata of koeienerwt, ogenboon, peulen: kousenband
- Stizolobium
  - spp of fluweelboon
- Tylosema
  - esculentum of Marama boon (Braaiboontjie)